# 合田団地
合田 団地（ごうだ だんち、1987年 - ）は、日本の演出家、劇作家、脚本家、俳優。大阪府高槻市出身。努力クラブ代表。

## 来歴
高校入学とともに演劇を始め、佛教大学の劇団 紫では団長になる。2011年3月、立命館大学の劇団 西一風で座長をしていた佐々木峻一と共に「努力クラブ」を結成する。
2012年、第18回 日本劇作家協会新人戯曲賞で作・演出「よく降る」が一次選考通過作品となる。
2016年、北海道戯曲賞で作・演出「船の行方知らず」が最終選考作品となる。
2019年、第25回 日本劇作家協会新人戯曲賞で作・演出「どこにも行きたくないしここにもいたくない」が第一次選考を通過する。

## 参加作品

### 舞台
努力クラブ（作・演出・出演）
- 作品一覧はこちらを参照

その他
- 京都ロマンポップ「ピュア・アゲイン」（2012年、アトリエ劇研）演出助手
- ふつうユニット「旅行者感覚の欠落」（2013年、アトリエ劇研）脚本
- 月面クロワッサン「すてき」（2014年、壱坪シアタースワン）横山清正の1人芝居：脚本・演出
- tryout リーディング公演「そこにあるということ」（2014年、京都市東山青少年活動センター）演出
- ハイタウン2016「道をたずねるコメディ」（2014年、元・立誠小学校）作・演出 [10]
- 粘土の味「オフリミット」（2018年、京都芸術センター）作 [11]
- 関西版 月いちリーディング「フォーエバーヤング」（2018年、common cafe）作 [12]
- 若だんさんと御いんきょさん「時の崖」（2019年、studio seedbox）演出
- 私だけふわふわしてない（2019年、アカルスタジオ）脚本・演出
- 若だんさんと御いんきょさん「鞄」（2020年、THEATRE E9 KYOTO）演出

### ラジオ
- 永野・本多の劇的ラジオ（2013年）「雨を休む」作
- ラヴィーナ&メゾン STORY FOR TWO（1996年 - 、Kiss FM KOBE）作家 [13]

## 出演作品

### 舞台
- tabula=rasa「祝祭」（2010年、アートコンプレックス1928）
- 京都ロマンポップ
  - 「君ノ笑フアノ丘ノ上デ僕ハ」（2010年、アートコンプレックス1928）
  - 「人を好きになって何が悪い」
  - 「元禄桜乃恋　油蟲舐メ鬼懺悔　〜旗本松平夢之丞ノ黒幕〜」
- 笑の内閣「非実在少女のるてちゃん」

（2010年、シアターKASSAI 他）（2012年、こまばアゴラ劇場 他）羽生田 篤 役
- ピンク地底人「ある光」（2011年、應典院 本堂ホール）
- 下鴨車窓「煙の塔」（2013年、アトリエ劇研）
- 阿部定の犬（2015年、AI・HALL 他）
- M☆3「かえりのかい」（2017年、元・立誠小学校）[14]
- シアトリカルフォーラム 戯曲×恋愛『愛情マニア』（2017年、應典院 本堂ホール）[15]
- しずかとユキ「Eｑｕａｌ－イコール－」（2017年、京都KAIKA）
- ママママ「AUGUST」（2018年、京都KAIKA）[16]
- 短冊ストライプ「部室さんとBOXくん」（2019年、KAVCギャラリー）[17]

### テレビ
- ヨーロッパ企画の暗い旅（2011年 - 、KBS京都）[18]
- ノスタルジア（2013年、KBS京都）合田賢太 役
- ショート・ショウ（2014年、KBS京都）侍に成りすました男 役